# F.League
F. League (tiếng Nhật: "F・リーグ", tên chính thức "日本フットサルリーグ",Nihon Futtosaru Rīgu) là giải đấu cao nhất của bóng đá trong nhà ở Nhật Bản. Đội vô địch giành quyền tham gia Giải vô địch bóng đá trong nhà các câu lạc bộ châu Á.

## Tổng quan
Giải đấu được thành lập năm 2007 như là sự bổ sung cho giải đấu loại, (giải Puma Cup hiện tại) để nhóm các đội vô địch bóng đá trong nhà khu vực vào thi đấu giai đoạn chung kết.
Giải đấu vận hành theo hệ thống nhượng quyền thương mại thể thao, không có sự lên hay xuống hạng. Các câu lạc bộ là các đội bóng được mở rộng. Năm 2009 số câu lạc bộ tăng lên từ 8 thành 10 với sự gia nhập của Fuchu Athletic và Espolada Hokkaido.
Trong thi đấu ở F. League, các câu lạc bộ thi đấu với các đội còn lại ba lần: một lần ở sân nhà, một lần ở sân khách, một lần ở sân trung lập (thường là Yoyogi National Gymnasium ở Tokyo). Giải đấu diễn ra từ tháng Tám đến tháng 2 năm sau.
Một giải đấu cúp loại có tên là Ocean Cup diễn ra mỗi mùa giải với sự tham gia của 12 đội bóng F.League.

## Đội bóng
Đây là các đội bóng thi đấu ở mùa giải F.League 2015–16.

## Lịch sử
| Mùa giải | Vô địch       | Á quân            | Hạng ba         |
| -------- | ------------- | ----------------- | --------------- |
| 2007–08  | Nagoya Oceans | Bardral Urayasu   | Deução Kobe     |
| 2008–09  | Nagoya Oceans | Bardral Urayasu   | Deução Kobe     |
| 2009–10  | Nagoya Oceans | Pescadola Machida | Shriker Osaka   |
| 2010–11  | Nagoya Oceans | Deução Kobe       | Vasagey Oita    |
| 2011–12  | Nagoya Oceans | Shriker Osaka     | Deução Kobe     |
| 2012–13  | Nagoya Oceans | Shriker Osaka     | Fuchu Athletic  |
| 2013–14  | Nagoya Oceans | Shriker Osaka     | Vasagey Oita    |
| 2014-15  | Nagoya Oceans | Shriker Osaka     | Bardral Urayasu |
| 2015-16  | Nagoya Oceans | Fuchu Athletic    | Shriker Osaka   |